# Prototipo de automóvil

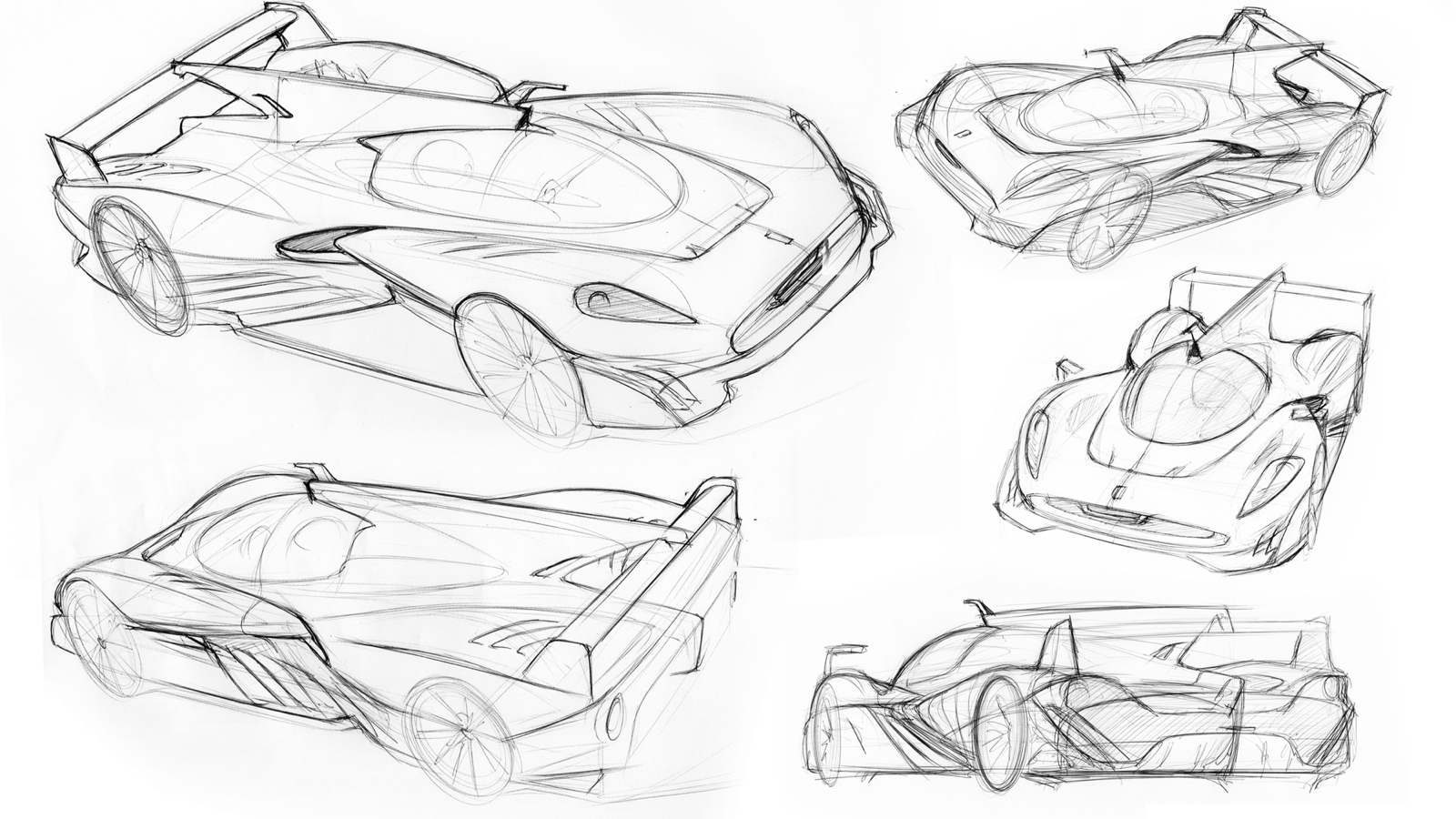
Auto conceptual dibujado a mano alzada.

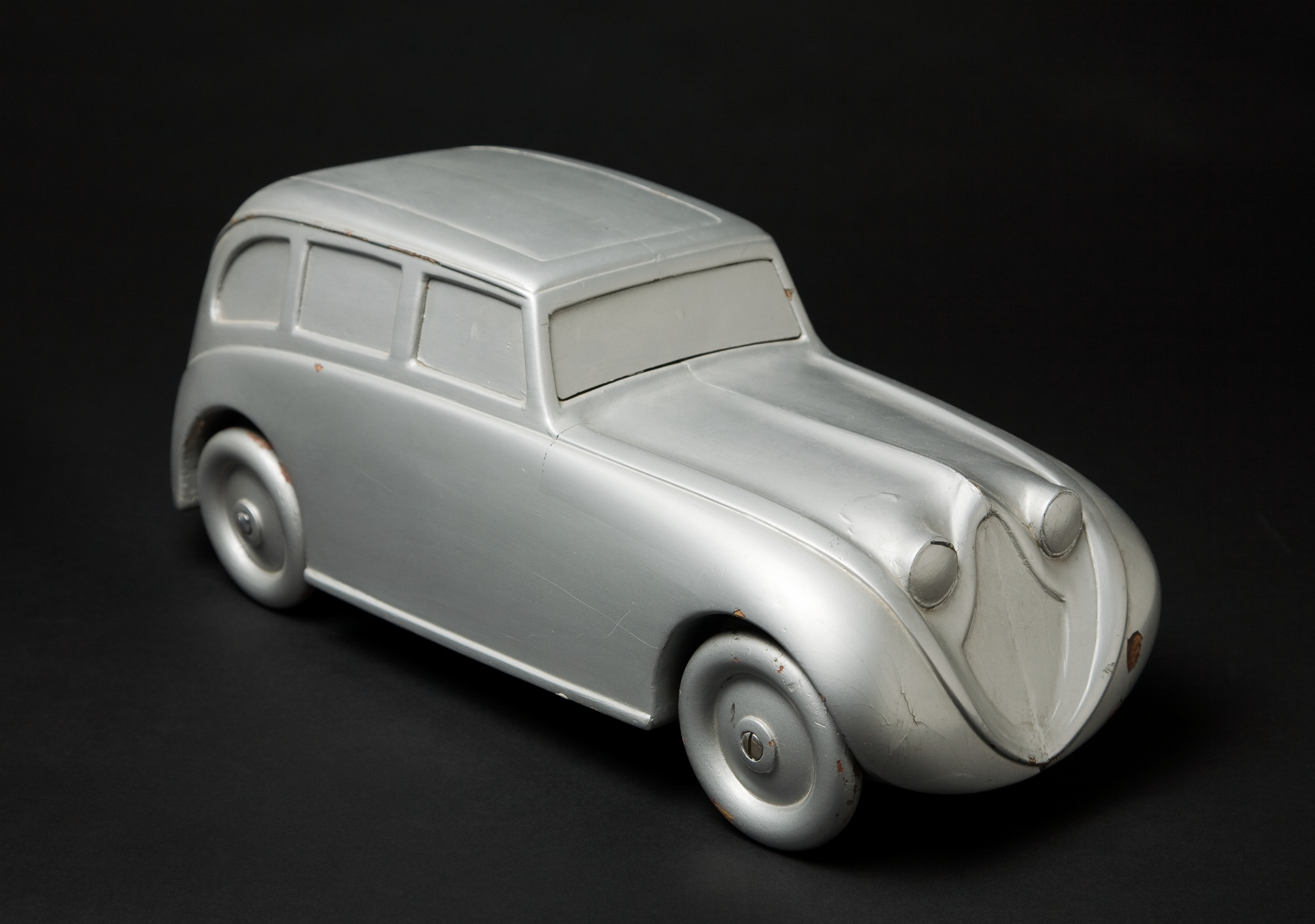
Venus Bilo, auto conceptual de 1932.

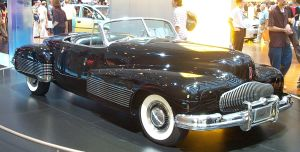
Buick Y-Job, auto conceptual de 1938.

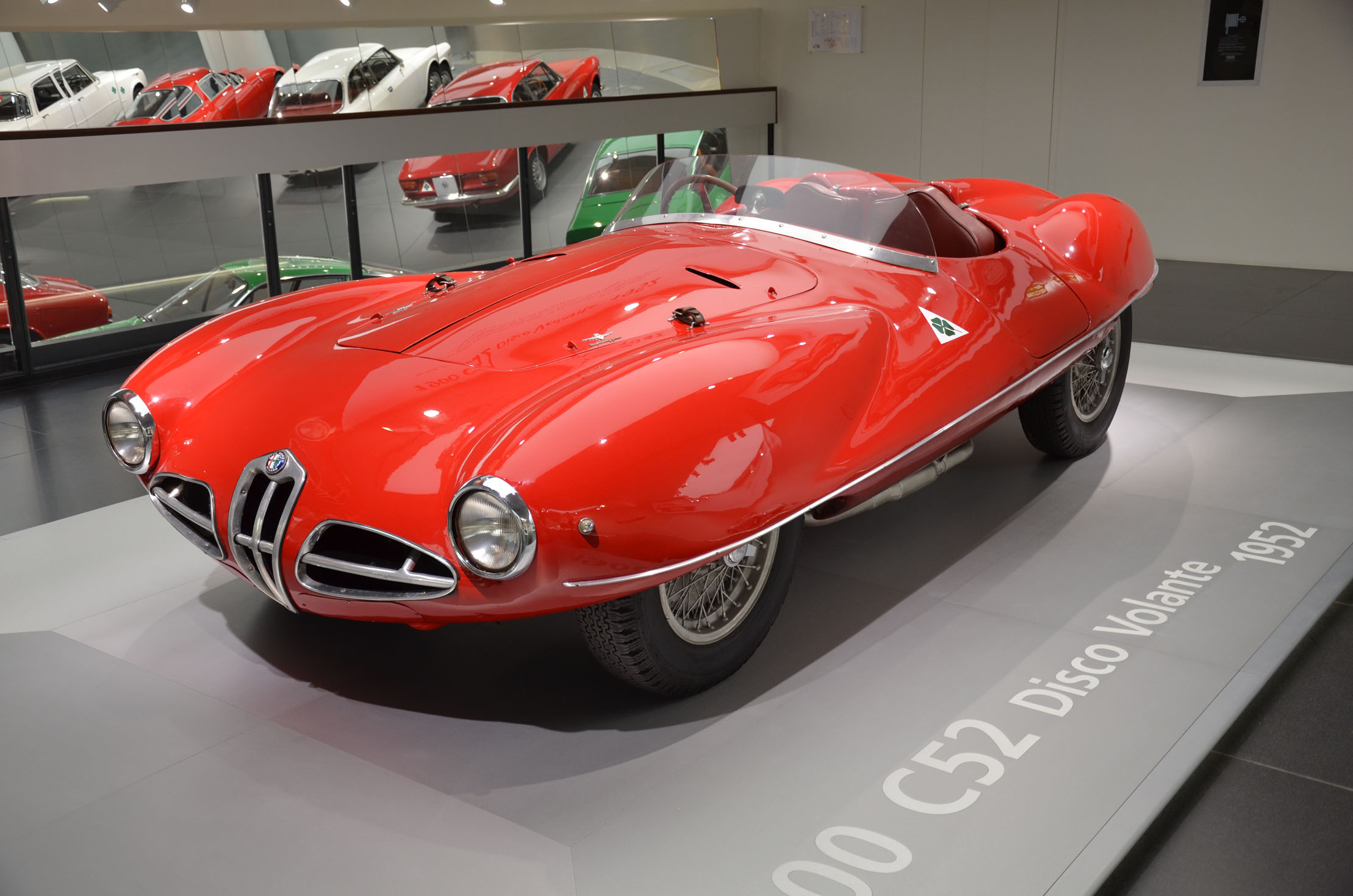
Alfa Romeo Disco Volante, auto conceptual de 1952.

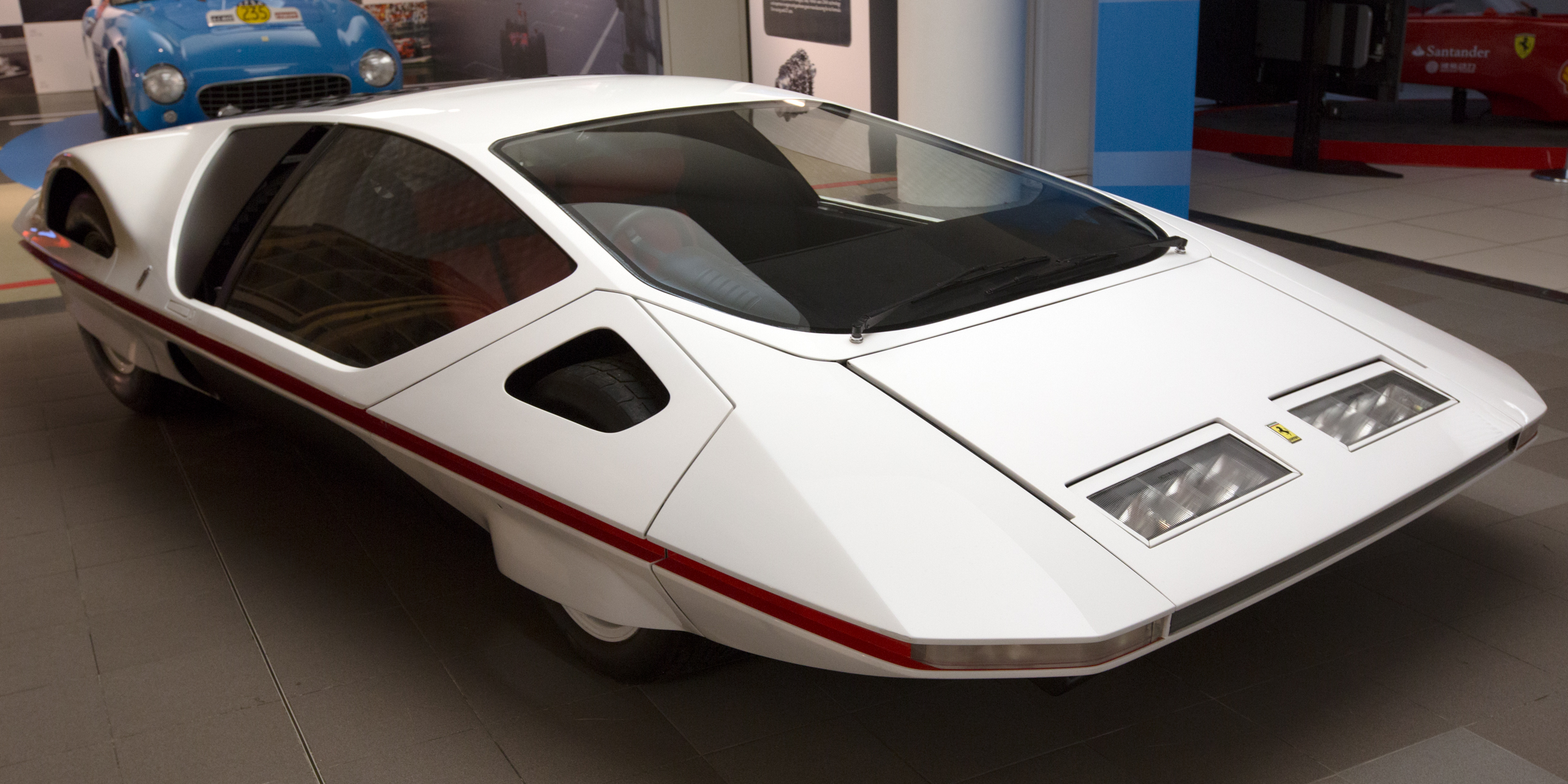
Ferrari Modulo, auto conceptual de 1970.

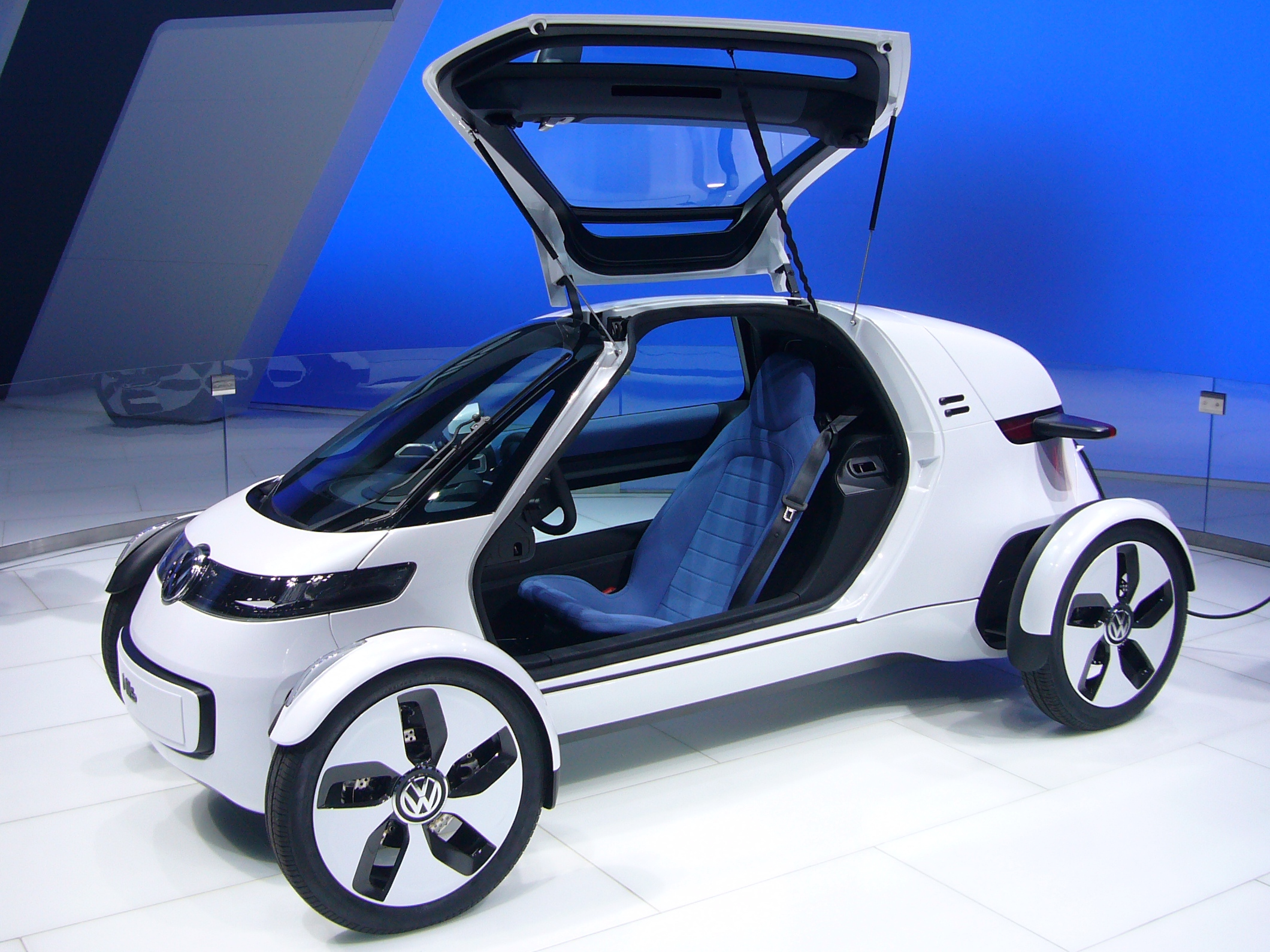
Volkswagen Nils, auto conceptual de 2011.

El vehículo conceptual  (en inglés: Concept car; pronunciado /ˈkʰɑnˌsɛpt ˈkʰɑɹ/), es un automóvil diseñado por un fabricante para presentar al público tendencias en tecnología y diseño de automóviles futuros. El auto conceptual suele presentar diferencias con el modelo final. Los autos conceptuales pueden ser utilizados para exhibir tecnologías que se estén desarrollando por parte de los constructores o mostrar futuras características de diseño. Los autos conceptuales se suelen presentar en un salón del automóvil para medir la impresión del público ante un nuevo modelo de automóvil. 

## Características
Normalmente se presentan nuevas propuestas en el área de las motorizaciones, con motores de capacidad o potencia poco comunes. También con formas de funcionamiento innovadoras, así como motores híbridos soportando diferentes formas de energía.

## Autos conceptuales destacados
| Modelo                        | Notas                                                                                       |
| ----------------------------- | ------------------------------------------------------------------------------------------- |
| Volvo Venus Bilo              | Primer automóvil conceptual del que se tiene noticia. Diseñado por Gustaf Ericsson en 1932. |
| Buick Y-Job                   | Diseñado para General Motors por Harley Earl en 1938.                                       |
| Chevrolet Corvair Monza GT    | Prototipo experimental con motor mediano de 1962.                                           |
| Chevrolet Corvette Mako Shark | Visto de antemano en el diseño de la producción de los Corvette durante 1968-1982.          |
| Chevrolet Volt                | Uno de los primeros conceptos de automóviles híbridos eléctricos enchufables.               |
| Ford Nucleon                  | Un coche que funcionaba con energía nuclear.                                                |
| Ford SYNus                    | Imitar la moderna obsesión por la seguridad vial.                                           |
| General Motors Firebird       | Una serie de prototipos con turbina de gas.                                                 |
| Holden Efijy                  | Un automóvil conceptual basado en el Holden FJ.                                             |
| MIT Car                       | El automóvil conceptual del Instituto Tecnológico de Massachusetts con Frank Gehry.         |
| Phantom Corsair               | Un automóvil conceptual de los años 1930 desarrollado por Rust Heinz.                       |
| Pontiac Bonneville Special    | El primer automóvil deportivo de Pontiac con 2 asientos que debutó en Motorama en 1954.     |
| Pontiac Club de Mer           | Un automóvil deportivo de Pontiac todo de acero inoxidable que debutó en Motorama en 1956.  |
| Porsche 989                   | El primer modelo de Porsche con 4 puertas, es un predecesor del Porsche Panamera.           |
| Volvo YCC                     | El primer automóvil diseñado totalmente por y para las mujeres.                             |
| Lancia Megagamma              | El prototipo para el moderno monovolumen.                                                   |
| Automóviles Alfa Romeo BAT    | Estudios aerodinámicos de los años 1950 realizados por Bertone                              |
| GT by Citroën                 | Prototipo diseñado durante el año 2010 para el videojuego de carreras Gran Turismo PSP.     |
| Peugeot e-Legend              | Prototipo 100% eléctrico presentado en tv al inicio de 2019 basado en el Peugeot 504 Coupé. |

Existen tres formas básicas de visualizar un auto conceptual, todos basados en la imaginación del diseñador. La primera es el dibujo del concepto utilizando lápiz y papel, luego se utilizan todo tipo de reglas, escuadras y formas para darle dimensión en un solo plano, regularmente desde diferentes vistas; y por último, usando diseño asistido por computadora.